# Àngel Bas i Amigó
Àngel Bas i Amigó (Barcelona, 5 de març de 1834 - 26 de març de 1912) fou un jurista i catedràtic de dret administratiu català, acadèmic de l'Acadèmia de Bones Lletres de Barcelona.

## Biografia
Era fill de Josep Bas i Botiquer i de Josefa Oriol i Amigó. El 1858 es va llicenciar en dret civil i canònic i en 1860 en dret administratiu a la Universitat de Barcelona. En 1863 es doctorà en dret administratiu i en 1869 en dret civil i canònic amb excel·lent. Exercí com a professor auxiliar de dret administratiu des de 1860 fins a 1880, quan fou nomenat catedràtic de pràctica judicial i forense a la Universitat d'Oviedo. En 1881 va obtenir la càtedra de dret administratiu de la Universitat de Barcelona, que va exercir fins que renunciar per malaltia el 1905.
El setembre de 1859 va ingressar al Col·legi d'Advocats de Barcelona i fou jutge de pau suplent entre 1862 i 1863. El 1858 va ser soci de l'Acadèmia de Jurisprudència i Legislació de Catalunya i de la Societat Econòmica Barcelonesa d'Amics del País. De febrer de 1862 a juliol de 1869 va formar part de la redacció del Diari de Barcelona, on hi va publicar uns 300 articles.
En 1899 va ser nomenat acadèmic de l'Acadèmia de Bones Lletres de Barcelona i en 1874 de l'Institut Industrial de Catalunya. Va rebre l'encomana de l'Orde de Carles III «pels seus serveis prestats durant l'epidèmia de 1870».

## Obres
- Programa de Derecho mercantil y penal, 1868 (manuscrit inèdit).
- Programa de Ampliación de Derecho mercantil y penal de España, 1868 (manuscrit inèdit).
- ¿Debe ser libre ó no la fabricación de moneda? (manuscrit inèdit).
- ¿Dentro de qué límites debe circunscribirse la expropiación forzosa para conciliar los legítimos intereses privados con el interés social? a Actas del Congreso Jurídico de Barcelona (setembre de 1888), Barcelona, Imp. Jaime Jepús, 1889.